# Hans-Ulrich Hengst
Hans-Ulrich Hengst (* 1955 in Bad Lippspringe) ist ein ehemaliger deutscher Politiker (Parteilos). Von Mai 2010 bis Mai 2018 war er Bürgermeister der Stadt Fürstenwalde/Spree.

## Leben und Ausbildung
Nach dem Besuch einer kaufmännischen Handelsschule und einer Verwaltungsausbildung bei der Stadt Bad Lippspringe nahm Hengst ein Studium für den gehobenen nichttechnischen Verwaltungsdienst am Studieninstitut Soest auf. Das Diplom erwarb er an der Verwaltungs- und Wirtschaftsakademie Ostwestfalen-Lippe. Danach übte er verschiedene Tätigkeiten bei der Stadtverwaltung Bad Lippspringe aus.

## Berufliche und politische Tätigkeit
Nach der Wende in der DDR war er von 1992 bis 1996 nebenberuflicher Dozent am Studieninstitut für kommunale Verwaltung Brandenburg.
Im Jahr 1994 begann seine Karriere bei der Stadt Fürstenwalde/Spree als Kämmerer und erster Beigeordneter und (qua Amt) als stellvertretender Bürgermeister. In der Bürgermeisterstichwahl vom 14. März 2010 wurde Hengst als Nachfolger von Manfred Reim, (FDP) mit 59,1 % der gültigen Stimmen für eine Amtszeit von acht Jahren gewählt. Er trat sein Amt am 6. Mai 2010 an.
Am 17. Oktober 2017 gab Hengst seine erneute Kandidatur für die Fürstenwalder Bürgermeisterwahl am 25. Februar 2018 bekannt. Dabei wurde er von der Fürstenwalder SPD, der Partei Die Linke und der FDP als gemeinsamer Bürgermeisterkandidat unterstützt. Auch die AfD sprach sich für die Wiederwahl von Hengst aus. Er verlor diese Wahl jedoch gegen den Fürstenwalder Stadtverordneten Matthias Rudolph bereits im ersten Wahlgang mit nur 34,5 gegenüber 52,2 Prozent der gültigen Stimmen deutlich.
Hengsts Amtszeit als Bürgermeister endete am 5. Mai 2018.

## Strafrechtliche Ermittlungen und zivilrechtliche Klage wegen der Zins-Swap-Geschäften
Im Oktober 2019 wurde bekannt, dass die Staatsanwaltschaft Potsdam, wegen des Verdachts der Untreue in einem besonders schweren Fall, gegen Hengst und seinen Vorgänger Manfred Reim strafrechtliche Ermittlungen eingeleitet hat. Das Verfahren gegen Hengst wurde 2022 eingestellt. Die Stadt Fürstenwalde/Spree erhob 2019 eine Klage auf Schadensersatz gegen Hans-Ulrich Hengst, seinen Vorgänger als Bürgermeister Manfred Reim sowie den ehemaligen Kämmerer Eckhard Fehse. Ihnen wurde vorgeworfen, durch Verträge über hochspekulative Finanzderivate (Zinsswaps) in den Jahren 2007–2010 einen Schaden in Millionenhöhe verursacht zu haben. Das VG Frankfurt stellte fest, dass der Abschluss der Verträge gegen das kommunalrechtliche Spekulationsverbot verstieß und die Beklagten damit gegen ihre Dienstpflichten verstoßen hatten. Die Klage wurde jedoch abgewiesen, weil die Ansprüche bereits verjährt waren.

## Ehrenamtliches Engagement
Von 2002 bis 2019 Hengst war Präsident des FSV Union Fürstenwalde. Er trat nach einer Auseinandersetzung des FSV Union mit der Stadt Fürstenwalde über die Förderung und Bezuschussung des Vereins zurück.